# Jiangzhou
Jiangzhou (chinesisch 江州区, Pinyin Jiāngzhōu Qū; Zhuang Gyanghcouh Gih) ist ein chinesischer Stadtbezirk der bezirksfreien Stadt Chongzuo im Autonomen Gebiet Guangxi der Zhuang. Er hat eine Fläche von 2.919 Quadratkilometern und zählt 346.000 Einwohner (Stand: 2018).

## Administrative Gliederung
Auf Gemeindeebene setzt sich der Stadtbezirk aus sieben Großgemeinden und zwei Gemeinden zusammen. Diese sind
- Großgemeinde Taiping 太平镇
- Großgemeinde Xinhe 新和镇
- Großgemeinde Laituan 濑湍镇
- Großgemeinde Jiangzhou 江州镇
- Großgemeinde Zuozhou 左州镇
- Großgemeinde Nalong 那隆镇
- Großgemeinde Tuolu 驮卢镇

- Gemeinde Luobai 罗白乡
- Gemeinde Banli 板利乡